# Chabarowsk-2
Chabarowsk-2 (ros. Хабаровск-2) – stacja kolejowa w Chabarowsku w Rosji, na linii Chabarowsk-1 – Bikin. Znajduje się w południowej części miasta, niedaleko lotniska. Została otwarta 31 października 1934 r.